# Скрудалиена

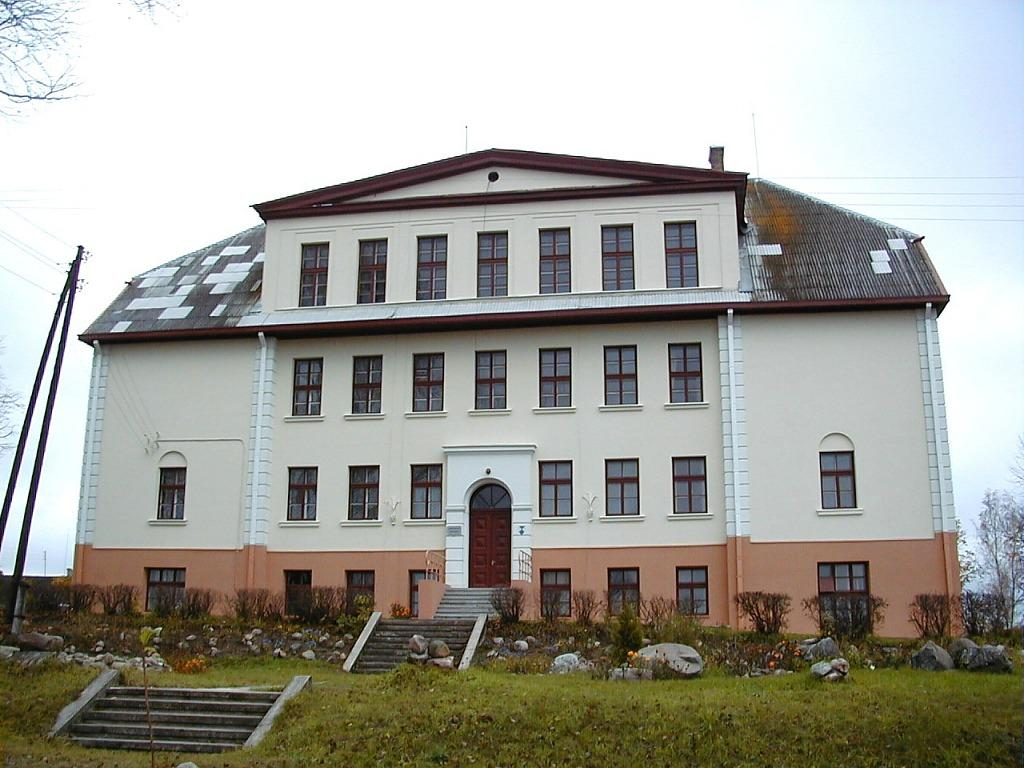
Начальная школа

Скрудалиена (латыш. Skrudaliena) — населённый пункт в Аугшдаугавском крае Латвии. Входит в состав Скрудалиенской волости. Находится у перекрёстка региональных автодорог P68 (Даугавпилс — Скрудалиена — белорусская граница) и P69 (Скрудалиена — Каплава — Краслава). Расстояние до города Даугавпилс составляет около 16 км. По данным на 2015 год, в населённом пункте проживало 140 человек. Есть начальная школа, библиотека, почтовое отделение, православная церковь Покрова Пресвятой Богородицы.

## История
Село ранее носило название Скруделино. В нём располагалось одноимённое поместье. Входило в состав Иллукстского уезда Курляндской губернии. В начале XX века насчитывалось около 100 домов и 500 жителей, православная церковь, лавки, ремесленные мастерские. В 1919—1920 годах входило в состав Польши (Браславский повет Виленского воеводства), являлось центром гмины Скруделино. В 1935 году было 40 жилых домов и 236 жителей, в 1989 году — 210 человек.
В советское время населённый пункт был центром Скрудалиенского сельсовета Даугавпилсского района.